# Тимелія-криводзьоб рудобока
Тиме́лія-криводзьо́б рудобока (Erythrogenys gravivox) — вид горобцеподібних птахів родини тимелієвих (Timaliidae). Мешкає в Китаї і Південно-Східної Азії.

## Опис
Довжина птаха становить 22-25 см. Тім'я і верхня частина тіла оливково-коричневі, нижня частина тіла білувата, боки рудувато-коричневі. Верхня частина грудей поцяткована темними плямами. обличчя рудувато-коричневе, під дзьобом чорні вуса. Очі жовті. Дзьоб сірий. великий і вигнутий.

## Підвиди
Виділяють п'ять підвидів:
- E. g. gravivox (David, A, 1873) — центральний Китай (від північно-західного Сичуаню до півдня Гуансі і центру Шеньсі);
- E. g. cowensae (Deignan, 1952) — південь центрального Китаю (від східного Сичуаню до південно-західного Хубею і північного Гуйчжоу);
- E. g. dedekensi (Oustalet, 1892) — південно-західний Китай (схід Цинхаю і північний захід Юньнаню);
- E. g. decarlei (Deignan, 1952) — південно-західний Китай (Цинхай, південний Сичуань і північно-західний Юньнань);
- E. g. odica (Bangs & Phillips, JC, 1914) — північно-східна і східна М'янма, Юньнань і північний Індокитай.

## Поширення і екологія
Рудобокі тимелії-криводзьоби живуть у вологих гірських і рівнинних тропічних лісах і чагарникових заростях та на луках. Зустрічаються на висоті від 200 до 3800 м над рівнем моря. Живляться комахами. Сезон розмноження триває з березня по червень. Гніздо кулеподібне з бічним входом. В кладці від 3 до 6 яєць.